# Alf Wood
Alf Wood, all'anagrafe Alfred Edward Howson Wood (Macclesfield, 25 ottobre 1945 – 10 aprile 2020) è stato un calciatore inglese, di ruolo attaccante.

## Carriera
Dopo aver giocato nelle giovanili del Manchester City esordisce in prima squadra all'età di 17 anni nel corso della stagione 1962-1963, che i Citizens terminano con una retrocessione nella seconda divisione inglese, categoria nella quale Wood gioca poi per tutto il triennio successivo, fino alla vittoria del campionato nella stagione 1965-1966; durante tutta la sua permanenza nel club Wood gioca comunque in modo piuttosto sporadico: totalizza infatti 3 presenze in prima divisione nella sua prima stagione e complessive 22 presenze in seconda divisione nell'arco del triennio seguente, senza mai segnare.
Nell'estate del 1966 viene ceduto allo Shrewsbury Town, club di terza divisione: qui fin da subito si guadagna il posto da titolare, conquistando anche una promozione in seconda divisione al termine della stagione 1967-1968, categoria nella quale gioca in tutto il quadriennio successivo, per complessive (contando anche il biennio in terza divisione) 258 presenze e 65 reti in partite di campionato con il club. Gioca poi in seconda divisione anche dal 1972 al 1974 con il Millwall (100 presenze e 38 reti totali) e dal 1974 al 1976 con l'Hull City (53 presenze e 10 reti totali), mentre nella stagione 1976-1977, all'età di 31 anni, torna a giocare in prima divisione, mettendovi a segno 2 reti in 23 presenze con la maglia del Middlesbrough. L'anno seguente gioca poi in terza divisione con il Walsall (sole 2 reti in 29 presenze), per poi ritirarsi nel 1979 dopo una stagione trascorsa a livello semiprofessionistico con gli Stafford Rangers.
In carriera ha totalizzato complessivamente 488 presenze e 117 reti nei campionati della Football League.

## Palmarès

### Club

#### Competizioni nazionali
- Campionato inglese di seconda divisione: 1

Manchester City: 1965-1966